# Prodasineura quadristigma
Prodasineura quadristigma – gatunek ważki z rodziny pióronogowatych (Platycnemididae). Endemit Borneo, stwierdzony na dwóch stanowiskach w południowo-wschodniej części prowincji Borneo Środkowe.